# Le Testament d'Ariane
Le Testament d'Ariane est un roman de Françoise Bourdin publié en 2011.

## Résumé
Propriétaire landaise et fille de gemmeur, Ariane lègue tout à Anne en dépit de ses trois autres neveux ou nièces. Anne, comptable, est mariée à Paul, vétérinaire, et a un fils, Léo.
Un jour, Paul trouve Ariane décédée dans sa bastide. Anne va y passer l'été mais Paul n'y va pas. Son frère Jérôme vient la rejoindre et fait quelques travaux. Elle décide d'y rester et ils projettent de faire des chambres d'hôtes. Paul demande le divorce.

## Éditions françaises
- Paris, Éditions Belfond, 2011  (ISBN 978-2-7144-4828-6)
- Paris, Pocket, coll. « Pocket » no 14993, 2013  (ISBN 978-2-266-22247-1)